# Aulacorthum spinacaudatum
Aulacorthum spinacaudatum är en insektsart. Aulacorthum spinacaudatum ingår i släktet Aulacorthum och familjen långrörsbladlöss. Inga underarter finns listade i Catalogue of Life.